# 弗拉基米尔·拉姆斯多夫
弗拉基米尔·尼古拉耶维奇·拉姆斯多夫（俄语：Влади́мир Никола́евич Ла́мсдорф，1844年12月25日（1845年1月6日）—1907年3月6日（19日）），是俄国的外交官，波罗的海贵族，曾担任俄国外交大臣。